# Mario Frangoulis

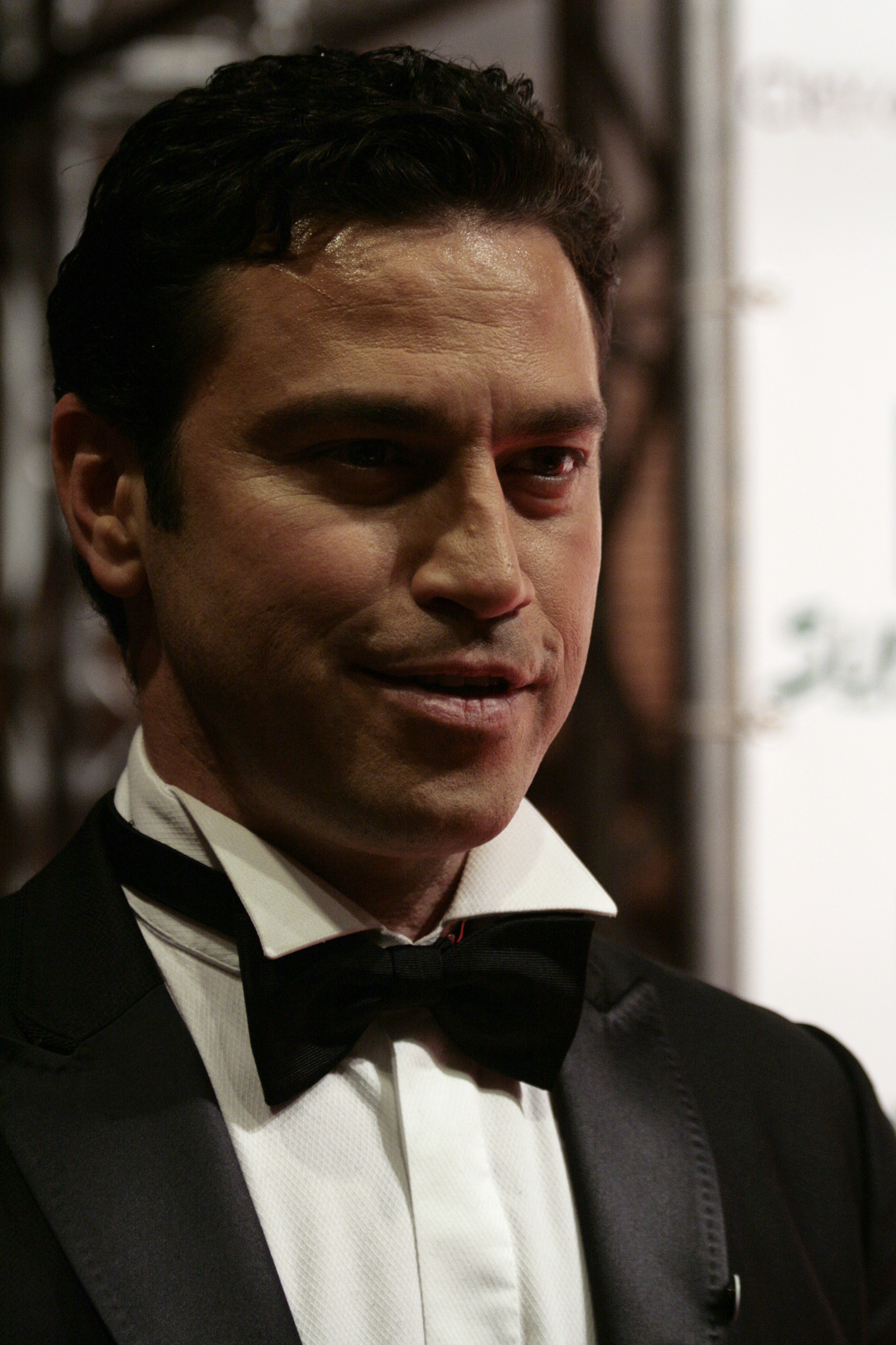
Mario Frangoulis em 2009

Mario Frangoulis (em grego: Μάριος Φραγκούλης; nascido em 18 de dezembro de 1966) é um tenor grego nascido na Rodésia (hoje Zimbábue), cuja canção mais famosa é a intitulada "Vincerò, Perderò". Frangoulis canta em grego, italiano, espanhol, inglês e francês, além de falar fluentemente estas cinco línguas.